# لوست (الموسم 3)
الموسم الثالث من المسلسل الدرامي الأمريكي لوست بدأ بثه في الولايات المتحدة وكندا يوم 4 أكتوبر 2006 وانتهى البث في 23 مايو 2007 وتم عرضه على هيئة الإذاعة الأمريكية (بالإنجليزية: ABC). الموسم الثالث يتابع قصص المجموعة المكونة من أكثر من 40 شخصاً الذين كانوا عالقين على جزيرة نائية في جنوب المحيط الهادئ، وبعد سقوط طائرتهم 68 يوماً قبل بداية هذا الموسم. وذكر منتجي المسلسل أن هذا الموسم كما الموسم الأول هو عرض عن حياة الناجين والموسم الثاني هو عن باب الخزان، فإن الموسم الثالث هو عن الآخرون، والذين هم مجموعة من سكان الجزيرة الغامضة.

## قائمة الحلقات
| #  | اسم الحلقة (إنجليزي)        | ملخص الحلقة | رؤيا/ذكريات          |
| -- | --------------------------- | --- | -------------------- |
| 1  | A Tale of Two Cities        | الحلقة 1 "حكاية مدينتين" جاك جاك مَسْجُونُ في الهايدرا(عبارة عن محطة دارما تحت الماء)، واستجوبَ من قبل الآخرين تسمى جوليت.كايت وسوير احتجزا قرب الأقفاص. سوير يُحاولُ الهُرُوب مَع كارل (هو مراهقِ من الآخرين)، لَكنَّهم يُمْسكونَ. "هنري غايل"الذي اسمه الحقيقي (بن)،يظهر بأنه زعيمَ الآخرين.في الارتجاعِ، يُحاولُ جاك بِقلقٍ شديد ويَكتشفَ أن زوجتَه سارة تقيم علاقة أثناء تسوية طلاقِهما. يشتبه جاك بأبيه ويُهاجمُه في اجتماع مُدمني الكحول. جاك يُعتَقلُ ويُكْفَلُ مِن قِبل زوجتِه. | جاك شيبارد           |
| 2  | The Glass Ballerina         | الحلقة 2 "راقصة الباليه الزجاجية" سان وجين بن يَعْرضُ أَخْذ جاك مِنْ الجزيرةِ إذا تعاون معهم. كايت وسوير يَتْركانِ خارجاً لتَحْطيم الصخورِ وهو يُكْتشَفُ بأنّهم تحت مراقبةِ الفيديو مِن قِبل بن.على مركبِ الشراعَ،سان، جين وسعيد وقعوا في فخ مِن قِبل الآخرين. تطلق سان النار على كولين(أحد الآخرين)المركب أُخذ مِن قِبل الآخرين. سان، جين وسعيد يَشْقّانِ طريقهم للعودة إلى معسكرِ الباقون على قيد الحياةَ. في الارتجاع أبّ سان يَكتشفُ قضيةِ سان مَع جاي لي. يَطْلبُ جين لقَتْل جاي، لكن جين يُهدّدُه بدلاً مِن ذلك وجاي يَنتحرُ بعد ذلك.                                                                    | سن-كوون              |
| 3  | Further Instructions        | الحلقة 3 " أوامر إضافية" لوك لوك، ديزموند، وإكو يَنْجون من الفتحةِ. لوك يَرى حلماً عن رؤية بون ويَذْهبُ مَع تشارلي لحماية إكو مِنْ دبّ قطبي. يَكتشفُ هورلي بأنّ ديزموند يُمْكِنُ أَنْ يَرى المستقبلَ. في الارتجاعِ، يَجْلبُ لوك شرطياً إلى عصابة تزرع الماريجوانا(نوع من المخدرات) | جون لوك              |
| 4  | Every Man for Himself       | الحلقة 4 "كل واحد لحاله" سوير كولين تَمُوتُ وزوجها بيكيت يَأْخذُ غضبَه بضرب سويرِ. سوير خُدع بالتَفْكير بأنّ منظّم قلب زُرِعَ في جسمه وبأنّ قلبه سَيَنفجرُ إذا َتجاوزُ معدّل نبضات قلبَه 140 ملم زئبق. يوضح بن لسويرِ بأن محاولته للهُرُوب فاشلة لأنهم على جزيرة منفصلة خارج ساحل الجزيرة حيث معسكر الباقون على قيد الحياةَ.في الارتجاعِ، يشق سوير طريقه خارج السجنِ ويَكتشفُ بأنّ لديه بنت. بعد الإدِّعاء بأنه لا يَهتمُّ بها، يَعطي بشكل مجهول مبلغ كبير إلى بنتِه. | جيمس "ساوير" فورد    |
| 5  | The Cost of Living          | الحلقة 5 "ثمن المعيشة" السيد إكو يتتبع إكو الشي الذي يبدو كأَخاه إلى داخل الغابةِ.يظهر بأنه (وحش الدخانَ)، الذي يَمْضي في قَتْل إكو.يَكتشفُ جاك بأنّ السببَ الذي أُسِرَ من أجله كَانَ أَنْ يجري عملية جراحية لورمِ بن الشوكي. تتآمرُ جوليت مَع جاك ضدّ بن، تطلب منه قَتْل بن أثناء الجراحةِ بجعل الأمور تبدو وكأنها حادثة في الارتجاعِ، يُصبحُ إكو قساً بعد أن يُقتل أخوه(يمي) وإكو يقتل بضعة رجال لحِماية بلدتِه. | مستر إيكو            |
| 6  | I Do                        | الحلقة 6 "موافقة" كايت تصبح العلاقة واضحة بين كايت وسوير.يَقْتلُ (بيكيت) سوير تقريباً عندما يُوقفُ جاك الجراحة لبن ويُهدّدُ بقَتْله مالم يعطى سوير وكايت وقتَ للهُرُوب.في الارتجاعِ، تحاولُ كايت أَنْ تَكُونَ عِنْدَها حياةُ عاديةُ وتَتزوّجُ، لكن تنتهي بالهُرُوب بعد اعترافها إلى زوجِها حول ماضيها. | كايت أستون           |
| 7  | Not in Portland             | الحلقة 7 "لَيسَ في بورتلاند" جولييت آليكس (أحد الآخرين) وهي مراهقة تعطي كايت وسوير زورق للعَودة إلى جزيرتِهم، لكن أولاً تُقنعُهم لمُسَاعَدَتها في إنقاذ صديقها كارل مِنْ غرفة يخضع فيها لغسيل دماغ عن طريق إجباره لمشاهدة فيديو. تَقْتلُ جوليت بيكيت، الذي يبحث عن كايت وسوير.يَنهي جاك جراحته لبن.يَكْشفُ الارتجاعَ بأنه على مدى ثلاثة سنوات قبل التحطّمِ، جوليت طبيبة خصوبةِ، وقادرة على جَعْل أختِها حامل.في الارتجاع يعرض مُقَأبَلةُ جوليت مِن قِبل (ميتيلوس بيوسيينس). | جولييت بارك          |
| 8  | Flashes Before Your Eyes    | الحلقة 8 "ومضات قبل عينيك" ديزموند تشارلي وهورلي يُحاولانِ جعل ديزموند ثملاً حتى َيُوضّحُ إليهم كَمْ هو قادر على رُؤية المستقبلِ. يَكْشفُ الارتجاعُ ما حَدثَ إلى ديزموند بعد انفجار الفتحةِ. يَعِيشُ ديزموند ثانية يوم مِنْ حياتِه مع بيني قبل المجيء إلى الجزيرةِ. يَجِدُ نفسه على الجزيرةِ ثانيةً مَع القدرة على لرُؤية ومضاتِ المستقبلِ، بشكل خاص موت تشارلي القادم. | ديزموند هيوم         |
| 9  | Stranger in a Strange Land  | الحلقة 9 "غريب في أرض غريبة " جاك جوليت تُحاكمُ لقتلها بيكيت. بمساعدة جاك وبن، جوليت لا تَستلمُ عقوبةَ الإعدام.الآخرون وجاك يَعُودونَ إلى بيوتِ الآخرين شبهَ المدنية على الجزيرةِ الرئيسيةِ. في الارتجاعِ جاك يَحْصلُ على أوشامِه أثناء عطلة غريبة في تايلاند. | جاك شيبارد           |
| 10 | Tricia Tanaka Is Dead       | الحلقة 10 "تريسيا تاناكا ماتت " هورلي تَعُودُ كايت وسوير إلى الشاطئِ.يَجِدُ هورلي شاحنة متروكة قديمة في الغابةِ ويَقُودُها مَع تشارلي، سوير وجين. كايت، سعيد، ولوك يخوضون مغامرة لإنْقاذ جاك. في الارتجاعِ أبّ هورلي يُرجعُ إلى البيت، بَعْدَ أَنْ رَبحَ هورلي اليانصيب. | هيوغو "هيرلي" رايس   |
| 11 | Enter 77                    | الحلقة 11 "أدخل 77" سعيد لوك وسعيد وكايت يَتحرّونِ عن اتصالات محطة دارما في الغابةِ وتُقابلَ ساكنَها، ميخائيل.بينما هم يَتْركونَ المحطةَ، لوك يُفجّرُها. يَتنافسُ سوير مع هورلي في منافسة كرةِ المنضدة لاسترجاع حاجاتِه، لكنه يخسر ويَجِبُ عليه أَنْ أن لا يلقب الآخرين بأسماء مثل(ذات النمش) و(الصهباء).في الارتجاعِ، يُقابلُ سعيد أحد ضحايا تعذيبِه السابقينِ في باريس. | سعيد جراح            |
| 12 | Par Avion                   | الحلقة 12 "بالبريد الجوي" كلير تعلم كلير حول نبوءةِ ديزموند.تَرْبطُ لاحقاً رسالة إنقاذِ في رجل طير وترسله. لوك وسعيد وكايت يَقتربانِ من سياج حاجزِ الصوت- الذي يَحْمي بيوتَ الآخرين- أثناء مهمّتِهم لإنْقاذ جاك ويَنتهي بالارتِفاع فوقه. بتشجيعِ من لوك، ميخائيل يعبر من فوق السياج ويُقْتَلُ على ما يبدو. يظهر في الارتجاعِ كلير تَتشاركُ بأبوها مع جاك(أي لهما نفس الأب). تُقابلُ كلير أبوها للمرة الأولى بَعْدَ أَنْ تَدْخلُ أمَّها في حالة إغماء، نتيجة حادثة سيارات مَع كلير. | كلير لتلون           |
| 13 | The Man from Tallahassee    | الحلقة 13 "الرجل مِنْ تالاهاسي" لوك لوك، سعيد وكايت يشاهدون بيوت الآخرين للمرة الأولى ويَجِدُون جاك سعيداً.جاك وجوليت، الذين علاقتها تَقدّمتْ،عقدا صفقة مع بن لتَرْك الجزيرةِ على غوّاصةِ الآخرين، لكن لوك يُفجّرُها. بن يَكْتشفُ بأنّ لديه أبُّ لوك في الأسرِ. في الارتجاعِ، أبّ لوك يدفع لوك من النافذة مما جعله ينشل | جون لوك              |
| 14 | Exposé                      | الحلقة 14 "Exposé" التعرض" نيكي وباولو يُخبرُ تشارلي سان بأنّه هو وسوير كَانا وراء محاولةَ اختِطافها في الغابةِ. يَتحرّى الباقون على قيد الحياةُ الوفيّاتَ الظاهرةَ لنيكي وباولو. يعرض الارتجاعِ المُجَادَلَة بين نيكي باولو على الماسِ حيث خَدعوا مليونير يعمل مدير تنفيذي في التلفزيونِ. على الجزيرةِ، عناكب سامة أطلقتها نيكي على باولو، لَكن العناكب لدغتهما كلاهما ودخلوا في غيبوبة شللِ لمدة ثمانية ساعاتِ. الباقون على قيد الحياة لا يعلمون أنهم مشلولون بل ظنوا أنهم أموات (نيكي وباولو) ويدفنوهم عرضياً وهم أحياء.                                                         | نيكي فرنانديز وباولو |
| 15 | Left Behind                 | الحلقة 15 "تركه وراءاً" كايت يَتْركُ الآخرونُ ولوك بيوت الآخرين.َخْدعُ هورلي سوير إلى إصلاح الأمور مع زملائه الذين ينبذوه. يعرض الارتجاعِ الخطواتِ التي أَخذتْها كايت للتوحد ثانية مَع أمِّها، التي لَمْ تُردْها. | كايت أستون           |
| 16 | One of Us                   | الحلقة 16"واحد منا" جولييت جاك، سعيد، كايت، وجوليت يعُودُون من معسكرِ الآخرين وبسبب إصرارِه لحماية جوليت، يَستجوبُ بقيّة الباقون على قيد الحياةِ دوافعَ جاك لحمايتها. مرض غامض يَصيب كلير، تم تنشيطه بزرعِه مِنْ قبل الآخرين داخلها. تَهتمُّ جوليت بها. يعرض الارتجاعِ وقت جوليت على الجزيرةِ. جوليت تُبقي على الجزيرةِ ضدّ رغبتها وغير قادرة على أنْقاذ النِساءِ اللاتي يَحملن على الجزيرةِ مِنْ الموتِ. يعرض الارتجاعُ تَآمُر جوليت مَع بن الّذي سَيَكُونُ في معسكرِ الباقون على قيد الحياةَ.                                                                                                   | جولييت برك           |
| 17 | Catch-22                    | الحلقة 17 "صيد -22 " ديزموند عن طريق الرؤية والأحلام والتنبؤات، يُقنعُ ديزموند تشارلي، هورلي وجين لرحلة عبر الغابةِ حيث يَكتشفونَ (نعومي) ،(مظلية). تَتّجهُ كايت إلى سويرِ بعد رُؤية جاك وحده مَع جوليت. يعرض الارتجاعِ وقت ديزموند كراهب ولقاءه بـ (بيني). | ديزموند هيوم         |
| 18 | D.O.C.                      | الحلقة 18 "D.O.C." سان بعد أن يعلم الناجون من الطائرة بأن النساء الحوامل من الآخرين مُتن على الجزيرة، تسْمحُ سان لجوليت لفَحْصها في محطةِ دارما الطبية. تَرْجعُ جوليت بالأخبار إلى بن. ديزموند يلتقي ميخائيل في منزله في الغابةِ ويَسْمحُ له للمُسَاعَدَة على أنْقاذ حياةِ نعومي.في الارتجاع سان تُبتَزَّ مِن قِبل أمِّ جين، والتي تعتقد سان بأنها ميتة | سن-كوون وجن-كوون     |
| 19 | The Brig                    | الحلقة 19 "السفينة الشراعية" لوك يعرض الارتجاعِ لوك يَعِيشُ مع الآخرين، والذين عِنْدَهُم أبّوه في الأسرِ. من خلال الرشوة يُقنعُ لوك سوير للذِهاب مَعه إلى الصخرةِ السوداءِ لرُؤية أبِّ لوك. يَقْتلُ سوير أبَّ لوك الذي تظاهر بأنه سوير الأصليَ. | جون لوك              |
| 20 | The Man Behind the Curtains | الحلقة 20 "الرجل وراء الستارةَ" بن يَعُودُ لوك إلى الآخرين وبن يَأْخذ لوك لمُقَأبَلَة زعيمِ الآخرين الغامضَ يعقوب.لوك غير قادر على رُؤية يعقوب، لكن يُمْكِنُ أَنْ يَسْمعَه، بن يطلق عليه النار بسبب هذا.إنّ سوءَ ظنّ الباقون على قيد الحياةَ في جاك يَبْلغُ الذروة عندما اكتشف بأن جوليت جاسوسة، على أية حال جوليت تباعاً يَكْتشفُ بأنّها تَعْملُ مَع جاك ضدّ الآخرين.يُبيّنُ الارتجاعُ عندما بن جاءَ أولاً إلى الجزيرةِ عندما كان ولد كجزء مِنْ مبادرةِ دارما. يُتآمرُ بن مَع الآخرين (مع المدعو، ريتشارد آلبيرت، الذي لا يَشِيخُ في السَنَوات الثلاثون التالية)                                                  | بنجامين "بين" لاينس  |
| 21 | Greatest Hits               | الحلقة 21 "ضربات أقوى" تشارلي يَعْلمُ جاك بخطةِ الآخرين بوضع كَمين إلى الباقون على قيد الحياةِ وبَختطفُ نِسائَهم الحوامل، ويَأتي بخطة لقَتْل الآخرين بالديناميتِ. لكي يَتمكّنُ سعيد من ارْسال إشارة استغاثة مِنْ هاتف نعومي إلى القمر الصناعي، يَسْبحُ تشارلي إلى أسفل إلى محطةِ دارما تحت الماء التي تَسْدُّ كُلّ الإرسال. يَسجل تشارلي اللحظات الخمس الأعظم مِنْ حياتِه. | تشارلي بيس           |
| 22 | Through the Looking Glass   | الحلقة 22 و23"خلال المرآةِ" جاك حلقة نهاية الموسم(ساعتان)، خطة جاك لقَتْل الآخرين تؤثر عكسياً عليهم، وسعيد، جين، وبرنارد يَحتجزونُ كرهائن مِن قِبل الآخرين في الشاطئِ.، يُسافرُ الناجون على قيد الحياة بقيادة روسو إلى البرجِ الإذاعيِ لإطْفاء إرسالِ روسو. تَتّصلُ نعومي بمركبِها، لكنها مَطْعُونُة مِن قِبل لوك، الذي هو مع بن، يَتّصلُ تشارلي بـ(بيني) في محطةِ دارما تحت الماء، لكنه يغرق ويموت بالفيضان مع المحطة التي دمرها ميخائيل.سوير، جوليت، وهورلي ينقذون المنبوذين في الشاطئِ. بدلاً من الارتجاع نرى (ومضات نحو المستقبل), حيث يَعْرضُ حياةَ جاك البائسة بعد الإنقاذِ مِنْ الجزيرةِ. | جاك شيبارد           |